# Tomas Gustafson
Sven Tomas Gustafson (Katrineholm, 28 de diciembre de 1959) es un deportista sueco que compitió en patinaje de velocidad sobre hielo. 
Participó en cuatro Juegos Olímpicos de Invierno, entre los años 1980 y 1992, obteniendo en total cuatro medallas, dos en Sarajevo 1984, oro en 5000 m y plata en 10 000 m, y dos de oro en Calgary 1988, en 5000 m y 10 000 m.
Ganó una medalla de plata en el Campeonato Mundial de Patinaje de Velocidad sobre Hielo de 1983 y cuatro medallas en el Campeonato Europeo de Patinaje de Velocidad sobre Hielo entre los años 1982 y 1990.

## Palmarés internacional
| Juegos Olímpicos   | Juegos Olímpicos          | Juegos Olímpicos  | Juegos Olímpicos      |
| Año                | Lugar                     | Medalla           | Prueba                |
| ------------------ | ------------------------- | ----------------- | --------------------- |
| 1984               | Sarajevo (Yugoslavia)     | Medalla de oro    | 5000 m                |
| 1984               | Sarajevo (Yugoslavia)     | Medalla de plata  | 10 000 m              |
| 1988               | Calgary (Canadá)          | Medalla de oro    | 5000 m                |
| 1988               | Calgary (Canadá)          | Medalla de oro    | 10 000 m              |
| Campeonato Mundial |                           |                   |                       |
| Año                | Lugar                     | Medalla           | Prueba                |
| 1983               | Oslo (Noruega)            | Medalla de plata  | Clasificación general |
| Campeonato Europeo |                           |                   |                       |
| Año                | Lugar                     | Medalla           | Prueba                |
| 1982               | Oslo (Noruega)            | Medalla de oro    | Clasificación general |
| 1986               | Oslo (Noruega)            | Medalla de bronce | Clasificación general |
| 1988               | La Haya (Países Bajos)    | Medalla de oro    | Clasificación general |
| 1990               | Heerenveen (Países Bajos) | Medalla de plata  | Clasificación general |